# Time and Tide (revista)
Time and Tide fue una revista británica revisión política y literaria semanal (y luego mensual) fundada por Margaret, Lady Rhondda, en 1920. Comenzó como partidaria de causas feministas y de izquierda y como portavoz del feminista Six Point Group. Luego se movió hacia la derecha junto con los puntos de vista de su dueña. Siempre apoyó y publicó talento literario.
La primera editora fue Helen Archdale. Lady Rhondda asumió el cargo de editora en 1926 y siguió siéndolo durante el resto de su vida.
Entre sus colaboradores cabe mencionar a Nancy Astor, Margaret Bondfield, Vera Brittain, John Brophy, Margery Corbett-Ashby, Anthony Cronin (editor literario a mediados de la década de 1950), EM Delafield, Charlotte Despard, Crystal Eastman, Leonora Eyles, Emma Goldman, Robert Graves, Graham Greene, Charlotte Haldane, Mary Hamilton, JM Harvey, Winifred Holtby, Storm Jameson, Max Kenyon, DH Lawrence, CS Lewis, Wyndham Lewis, FL Lucas, Rose Macaulay, Naomi Mitchison, Eric Newton, GK Chesterton, George Orwell, Emmeline Pankhurst, Eleanor Rathbone, Elizabeth Robins, Olive Schreiner, George Bernard Shaw, Ethel Smyth, Helena Swanwick, Ernst Toller, Rebecca West, Ellen Wilkinson, Charles Williams, Margaret Wintringham y Virginia Woolf.
En 1940, el artículo "The Necessity of Chivalry" de CS Lewis fue publicado en Time and Tide, comenzando una asociación entre Lewis y la revista que duraría 20 años e incluiría más artículos y reseñas. En 1944, se publicaron los artículos de Lewis "Educación democrática" y "El Partenón y el optativo", mientras que "Hedonics" apareció en 1945. En 1946, la revista publicó los artículos de Lewis "Diferentes gustos en la literatura" y "Crítica de época". En 1954, Lewis publicó una de las primeras reseñas de The Fellowship of the Ring de JRR Tolkien, y en 1955 se publicaron sus reseñas de Las dos torres y El retorno del Rey. Lewis también contribuyó con frecuencia con la poesía, incluido su poema "El meteorito" (7 de diciembre de 1946), que utilizó como lema para su libro Miracles (1947).
Otro colaborador importante fue el amigo de Lewis y compañero de Oxford "Inkling" Charles Williams, quien contribuyó regularmente desde 1937 hasta su muerte en 1945. Entre sus artículos más importantes cabe mencionar una revisión del texto 'B' de A Vision (1937) de WB Yeats y una exposición de su propia secuencia artúrica de poemas, Taliessin Through Logres (1938).
Time and Tide nunca se vendió bien; su circulación máxima fue de 14.000 copias. Se estima que la revista fue subvencionada por Rhondda por la suma de 500.000 libras esterlinas durante los 38 años que la poseyó. En 1956, Time and Tide y André Deutsch publicaron una antología de libros de tapa dura de sus escritos favoritos titulada Time & Tide Anthology, con una introducción de Rhondda y editada por Anthony Lejeune .
Con la muerte de Rhondda en 1958, pasó al control del reverendo Timothy Beaumont y el editor John Thompson en marzo de 1960. Bajo su supervisión, se convirtió en una revista de noticias políticas con un toque cristiano durante los años sesenta. Sin embargo, siguió perdiendo 600 libras a la semana y, en junio de 1962, se vendió a Brittain Publishing Company, donde fue continuado por WJ Brittain. Se convirtió en mensual en 1970 y cerró en 1979.
La cabecera de Time and Tide fue adquirida más tarde por Sidgwick y Jackson, una subsidiaria del grupo hotelero Trust House Forte. Continuaron publicándolo trimestralmente durante 1984-1986 desde su sede mundial en Londres con Alexander Chancellor como editor. Una vez más, fue sostenido por un colega muy rico, Lord Forte de Ripley.
La revista dejó de publicarse en 1986.